# Florence Montgomery
Florence Montgomery (Londres, 17 de junio de 1843 - Londres, 10 de agosto de 1923) fue una escritora inglesa, especialmente dedicada al género de la literatura infantil.

## Trayectoria
Escribió muchos libros para niños, aunque el más conocido de ellos es la novela Incomprendidos (Missundestood) publicada en 1869 y traducida a más de 20 idiomas. En esta novela habla de cómo un niño se ve obligado a reprimir sus impulsos, obligado por los adultos y la autora demuestra en ella una importante penetración psicológica que puede encontrarse también en algunas de sus otras obras.
En español se publicaron también El velo Celeste (1883) y el Coronel Norton (1895)

## Obras
- A Very Simple Story (1866)
- Peggy and Other Tales (1868)
- Misunderstood (1869)
- Thrown Together (1872)
- Thwarted (1873)
- Wild Mike and his Victim (1874)
- Seaforth (1878)
- The Blue Veil (1883)
- Transformed (1886)
- The Fisherman's Daughter (1888)
- Colonel Norton (1895)
- Tony (1897)
- Prejudged (1900)
- An Unshared Secret and Other Stories (1903)
- Cats and Kitts (1910)
- Behind the Scenes in a Schoolroom (1914)